# Новик, Александр Григорьевич
Александр Григорьевич Новик (бел. Аляксандр Рыгоравіч Новік; род. 15 октября 1994, Берёза) — белорусский футболист, защитник.

## Клубная карьера
Воспитанник берёзовской ДЮСШ-1. В юношеском возрасте оказался в структуре минского «Динамо», играя во Второй лиге за фарм-клуб. После сезона 2012 «Динамо-2» прекратила существование, и Новик перешел в «Кобрин». В 2014 году пополнил состав «Березы-2010», но не провел за нее ни одного матча. В марте 2015 года находился на просмотре в «Сморгони», но не подошел клубу, но в итоге сезон 2015 провел в команде «Колос-Мелиоратор-Дружба».
В феврале 2016 года присоединился к брестскому «Динамо», с которым в марте подписал контракт. 10 апреля 2016 года дебютировал в Высшей лиге, сыграв в первом тайме матча против «Минска» (0:3) на позиции опорного полузащитника. В первой половине сезона 2016 был прочным игроком основы брестчан, однако 24 июня в матче против «Крумкачей» (1:2) получил травму. Вернулся на поле через месяц, но потерял место в основном составе и стал выступать преимущественно за дубль.
В январе 2017 года проходил просмотр в минском «Динамо», но безуспешно. Тогда же стало известно, что Новик покинет брестский клуб. В феврале находился на просмотре в гродненском «Немане», но не подошел. В марте 2017 года стал игроком клуба третьего дивизиона Польши «Котвица» с Колобжега.
Летом 2017 года, оставив «Котвицу», проходил просмотр в новополоцком «Нафтане», позже некоторое время провел в литовском «Атлантасе». В октябре 2017 года присоединился к клубу Первой лиги «Слоним-2017».
В начале 2018 году проходил просмотр в «Крумкачах», однако клуб не сумел получить лицензию на участие в Высшей лиге. Позже безуспешно проходил просмотр в «Городее», а в марте 2018 года стал игроком «Сморгони». В июле 2018 года покинул сморгоньскую команду  и направился на просмотр в «Торпедо-БелАЗ», с которым в итоге подписал контракт. В составе жодинской команды стал выступать за дубль. В январе 2019 года по соглашению сторон покинул жодинский клуб.
После ухода с жодинской команды некоторое время проходил просмотр в «Слуцке», а позже присоединился к «Белшине», с которой в марте 2019 года подписал контракт. В январе 2020 года покинул бобруйский клуб.
В начале 2020 года он перешел в «Нафтан», но в конце сезона покинул команду.
С 2022 года также выступает в медиафутболе. Был в числе таких команд, как Reality, «Дружина», Broke Boys.

## Клубная статистика
| Сезон       | Дивизион | Клуб          | Страна        | Матчи | Голы |
| ----------- | -------- | ------------- | ------------- | ----- | ---- |
| 2011        | Д3       | Динамо-2      | Флаг Беларуси | 10    | 0    |
| 2012        | Д3       | Динамо-2      | Флаг Беларуси | 23    | 1    |
| 2013        | Д3       | Кобрин        | Флаг Беларуси | 8     | 0    |
| 2014        | Д2       | Берёза-2010   | Флаг Беларуси | 0     | 0    |
| 2015        | Д3       | Колос-Дружба  | Флаг Беларуси | 16    | 2    |
| 2016        | Д1       | Динамо-Брест  | Флаг Беларуси | 13    | 1    |
| 2016/17 (2) | Д3       | Котвица       | Флаг Польши   | 9     | 1    |
| 2017 (2)    | Д2       | Слоним-2017   | Флаг Беларуси | 7     | 0    |
| 2018 (1)    | Д2       | Сморгонь      | Флаг Беларуси | 14    | 0    |
| 2018 (2)    | дубль    | Торпедо-БелАЗ | Флаг Беларуси | 10    | 1    |
| 2019        | Д2       | Белшина       | Флаг Беларуси | 13    | 1    |
| 2020        | Д2       | Нафтан        | Флаг Беларуси | 24    | 5    |